# Rue Elgin (Bacup)
La rue Elgin (Elgin street en anglais) est située dans le village de Bacup, dans le comté de Lancashire.

## Bâtiments remarquables et lieux de mémoire
Cette rue est l'une des plus courtes rues du monde avec une longueur d'ouest en est de 5,20 mètres. La rue a détenu le record britannique et mondial, jusqu'en novembre 2006 lorsqu'il est découvert que la Place Ebenezer dans le village écossais de Wick mesure seulement 2,06 mètres de longueur, ce qui en fait la rue la plus courte d'Écosse et du Royaume-Uni,,. La rue Elgin reste toutefois la plus courte en Angleterre.